# Kirenszk
Kirenszk (oroszul: Киренск) város Oroszország ázsiai részén, az Irkutszki területen, a Kirenszki járás székhelye. Lakossága: 12 640 fő (a 2010. évi népszámláláskor).

## Elhelyezkedése
A Léna mentén, a városnak nevet adó Kirenga folyó torkolatánál helyezkedik el. A város központja a Kirenga két ága és a Léna által alkotott szigeten fekszik, a szovjet korszak lakónegyedei (mikrorajonok) a Léna bal partjára és a Kirenga jobb partjára épültek. Folyami kikötő.
Éghajlata szélsőségesen kontinentális. A levegő évi középhőmérséklete: -3,5 °C. A januári középhőmérséklet -26,6 °C, a júliusi 18,3 °C. A csapadék mennyisége éves átlagban 400 mm, a legtöbb csapadék a nyári hónapokban érkezik.

## Történelem
1630-ban orosz kozákok a Kirenga torkolatánál téli szálláshelyet (zimovje) alakítottak ki. A település az Ilimszk és Jakutszk közötti kereskedelmi útvonal egyik állomáshelye volt. 1775-ben városi rangot kapott, 1822-től az Irkutszki kormányzóság egyik közigazgatási egységének központja lett. A szibériai száműzetések egyik helyszíne volt, és útba ejtették a Lénán érkező tudományos expedíciók is (Johann Georg Gmelin, Gerhard Friedrich Müller stb.). 
A város gazdasági alapját a folyami közlekedés kiszolgálása, hajójavítás adja. A Léna ezen a szakaszon május második felétől október végéig hajózható. A központtól 3 km-re lévő repülőtér kis és közepes gépek fogadására alkalmas. Kirenszket Uszty-Kuttal autóút köti össze (338 km), egyébként az úthálózat ezen a vidéken fejletlen.